# Ceriagrion annulosum
Ceriagrion annulosum är en trollsländeart som beskrevs av Maurits Anne Lieftinck 1934. Ceriagrion annulosum ingår i släktet Ceriagrion och familjen dammflicksländor. Inga underarter finns listade i Catalogue of Life.